# Aloysia trifida
El oreganillo (Aloysia trifida) es una especie de planta con flor perteneciente a la familia de las Verbenaceae. Es originaria de Chile. 

## Descripción
Es un arbusto aromático que alcanza un tamaño de hasta 150 cm de altura. Especie rara se encuentra en los lechos de quebradas y en las laderas a una altitud de 2 500 a 3 000 m s.n.m.. Tiene una escasa regeneración y una escasa distribución. Su hábitat se está destruyendo por la minería y por el ramoneo y pisoteo del ganado doméstico.

## Taxonomía
La especie fue descrita inicialmente como Lippia trifida por Claudio Gay y publicado en Flora Chilena 5: 29, en 1849, hoy en día es tanto un sinónimo como el basónimo de esta. Más adelante, sería transferida al género Acantholippia por Harold Norman Moldenke en Lilloa 5: 371, en 1940, nombre científico que también es un sinónimo actualmente; y ulteriormente sería transferida al género Aloysia por Patricia Lu-Irving y Nataly O'Leary en Systematic Botany 39(2): 653, en 2014.

#### Etimología
Ver: Aloysia
trifida: epíteto latino que significa "con tres divisiones".